# Creepin on ah Come Up
Creepin' On Ah Come Up è un EP del gruppo musicale Midwest rap Bone Thugs-n-Harmony, pubblicato il 21 giugno 1994 sotto la casa discografica Ruthless Records. Fu un enorme successo, lo dimostra il fatto che sia rimasto più di 70 settimane nella classifica di Billboard.

## Informazioni
L'EP fu il primo album ufficiale del gruppo. Contiene i singoli "Thuggish Ruggish Bone" e "Foe Tha Love Of $".
I featuring sono quelli di Shatasha Williams (il primo componente del collettivo Mo Thugs Family) e Eazy-E (rapper del celebre gruppo N.W.A.); le produzioni quelle di DJ Yella, Rhythm D e dello stesso Eazy-E.
All'interno della rivista statunitense The Source, il disco fu selezionato per la classifica dei 100 migliori album hip hop. In seguito fu certificato quadruplo disco di platino. Raggiunse la posizione n.12 nella chart Billboard 200 e la n.2 nella chart Billboard Top R&B/Hip-Hop Albums.
"Creepin' On Ah Come Up" fu il primo album dei Bone Thugs-n-Harmony a vedere inoltre la partecipazione di Flesh-N-Bone.

## Tracce
| # | Traccia                                         | Partecipanti                                                     | Produttore/i      |
| - | ----------------------------------------------- | ---------------------------------------------------------------- | ----------------- |
| 1 | Intro                                           | Bizzy Bone, Layzie Bone, Krayzie Bone, Wish Bone, Flesh-N-Bone   | Eazy-E & DJ Yella |
| 2 | Mr. Ouija                                       | Layzie, Krayzie, Bizzy, Wish, Flesh-N-Bone                       | Bone              |
| 3 | Thuggish Ruggish Bone (feat. Shatasha Williams) | Layzie Bone, Wish Bone, Krayzie Bone, Bizzy Bone                 | DJ U-Neek         |
| 4 | No Surrender                                    | Bizzy Bone, Layzie Bone, Wish Bone, Krayzie Bone                 | DJ U-Neek         |
| 5 | Down Foe My Thang                               | Layzie Bone, Flesh-N-Bone, Bizzy Bone, Krayzie Bone              | Rhythm D          |
| 6 | Creepin On Ah Come Up                           | Krayzie Bone, Layzie Bone, Bizzy Bone                            | DJ U-Neek         |
| 7 | Foe Tha Love Of $ (feat. Eazy-E)                | Flesh-N-Bone, Layzie Bone, Eazy-E Bone, Bizzy Bone, Krayzie Bone | DJ Yella          |
| 8 | Moe Cheese (Instrumental)                       |                                                                  | DJ Yella          |

## Critica
| Recensione su        | Giudizio                                                  |
| -------------------- | --------------------------------------------------------- |
| All Music Guide      | link                                                      |
| Entertainment Weekly | B link Archiviato il 17 ottobre 2007 in Internet Archive. |
| The Source           |                                                           |